# Hunter-Wetlands-Nationalpark

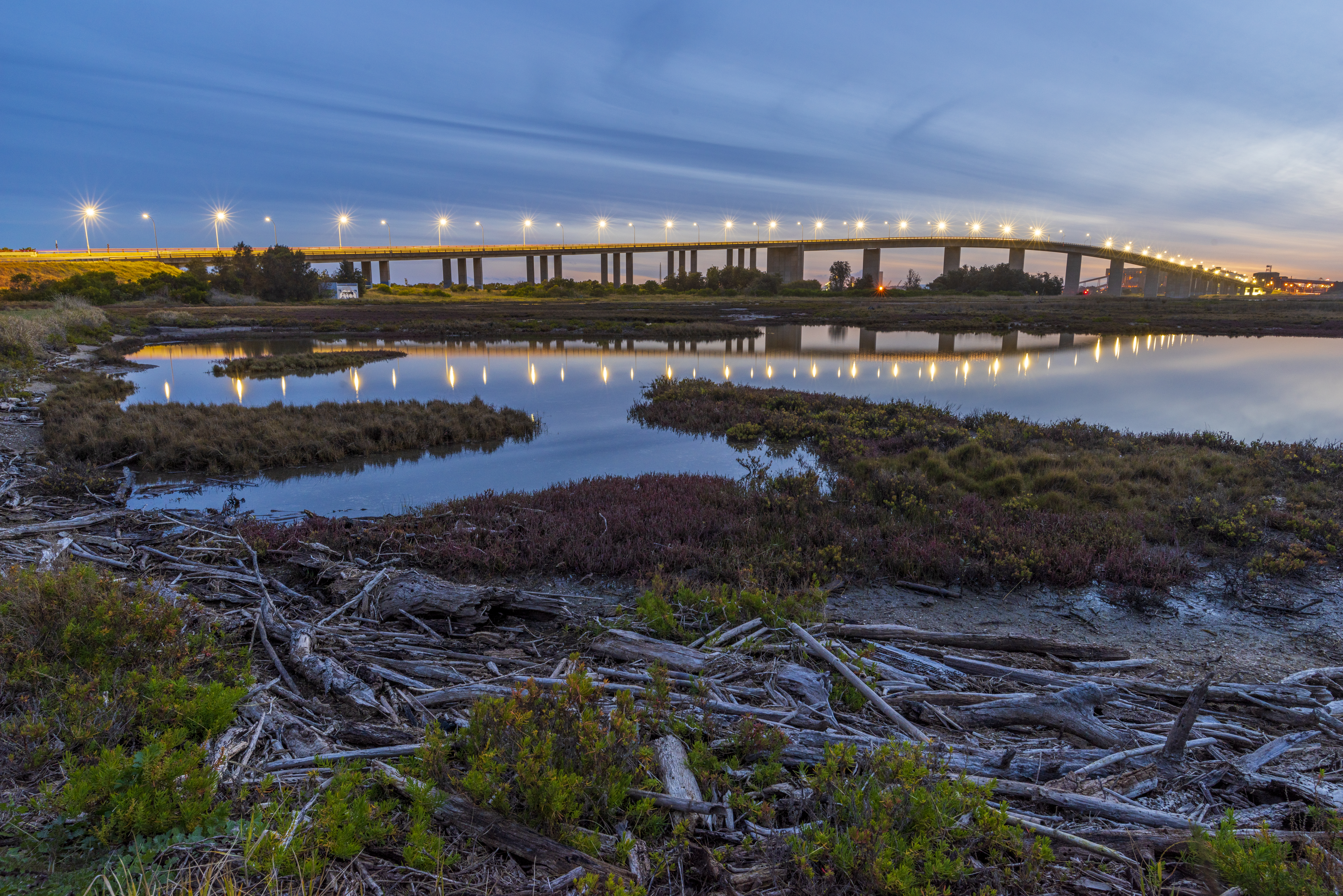
Stockton Bridge am Eingang zum Hunter Wetlands National Park

Der Hunter-Wetlands-Nationalpark ist ein Nationalpark im Osten des australischen Bundesstaates New South Wales, neun Kilometer nördlich von Newcastle.
Der Park umfasst Ufergebiete im Ästuar des  Hunter River, sowohl des südlichen, wie des nördlichen Armes. Auch die Westküste des Fullerton Cove gehört zum Park. Die Kooragang Swamp Reserve und die Hexham Swamp Reserve, frühere staatliche Schutzgebiete, gingen in dem Nationalpark am nördlichen Stadtrand von Newcastle ebenso auf wie Stockton Sandspit und ein Teil von Ash Island. Die Feuchtgebiete bieten einen Schutzraum für Zugvögel und einheimische Wasservögel.
Die beliebtesten Freizeitaktivitäten sind die Vogelbeobachtung in der Nähe der Stockton Bridge und die Besichtigung der Kooragang Wetlands auf Ash Island, wo ein Mangrovensumpf von sicheren Stegen aus beobachtet werden kann.